# 聖塞西利亞 (聖卡塔琳娜州)

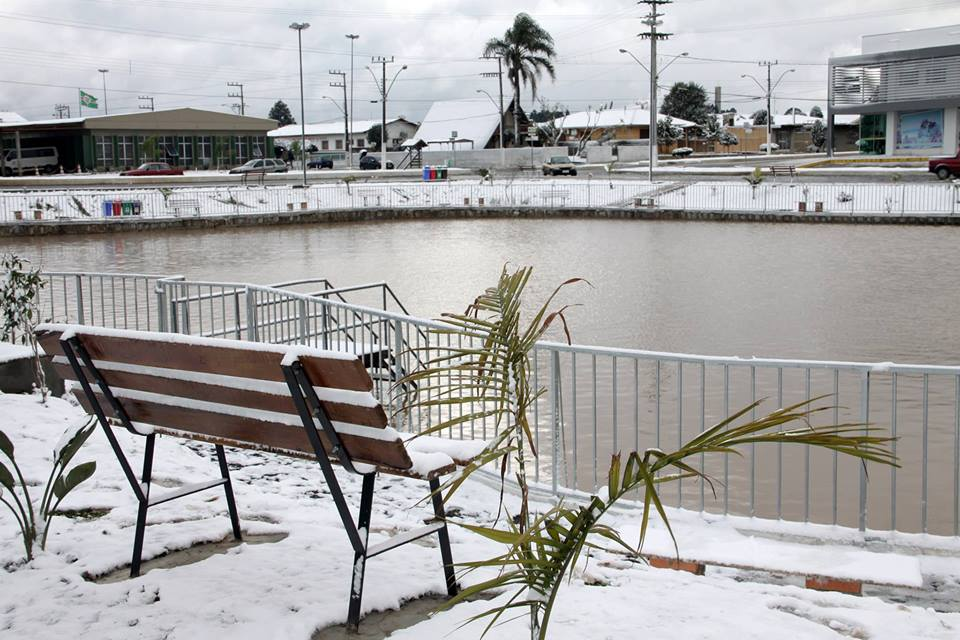
聖塞西利亞

26°57′39″S 59°25′37″W / 26.96083°S 59.42694°W
聖塞西利亞（葡萄牙語：Santa Cecília），是巴西的城鎮，位於該國南部，由聖卡塔琳娜州負責管轄，始建於1958年6月21日，面積1,145平方公里，海拔高度1,100米，2006年人口16,421，人口密度每平方公里14.3人。